# ديلزة
ديلزة هي قرية في مقاطعة بيرانشهر، إيران. يقدر عدد سكانها بـ 258 نسمة بحسب إحصاء 2016.